# Karina Wächter

Karina Wächter

Karina Wächter (* 30. Oktober 1990 in Traben-Trarbach) ist eine deutsche Politikerin der CDU und seit 2020 Mitglied des rheinland-pfälzischen Landtages.

## Beruflicher Werdegang
Karina Wächter ist in der Moselgemeinde Ürzig in der Verbandsgemeinde Bernkastel-Kues aufgewachsen und besuchte hier auch die Grundschule. Am Nikolaus-von-Kues-Gymnasium in Bernkastel-Kues erlangte sie 2009 die Allgemeine Hochschulreife. Nach dem Abitur absolvierte sie die Laufbahn des gehobenen Dienstes innerhalb der Finanzverwaltung Rheinland-Pfalz. In den Jahren 2012 bis 2014 studierte sie berufsbegleitend betriebliche Steuerlehre an der Hochschule für angewandte Wissenschaften in München und legte nach dem Masterabschluss (Master of Taxation) im Jahr 2014/2015 die Steuerberaterprüfung erfolgreich ab. Sie schied im Jahr 2017 aus der Finanzverwaltung aus. Seitdem arbeitet sie in einer Mainzer Kanzlei als Steuerberaterin. Daneben ist sie Dozentin für internationales Steuerrecht an der Dualen Hochschule Baden-Württemberg.

## Politischer Werdegang
Wächter trat 2007 in die Junge Union und 2010 in die CDU ein und engagiert sich seither in der Kommunalpolitik. Neben Parteiämtern – wie dem stellvertretenden Gemeindeverbandsvorsitz der Jungen Union Bernkastel-Kues – war Wächter Beisitzerin im Kreisvorstand Bernkastel-Wittlich und dem Bezirksvorstand Trier der Jungen Union. Sie ist Vorsitzende des Gemeindeverbands der CDU Bernkastel-Kues, gehört dem Kreisvorstand der CDU Bernkastel-Wittlich an und ist stellvertretende Vorsitzende der CDU im Bezirk Trier. Nominiert von der Jungen Union, kandidierte Wächter 2014 und 2019 erfolgreich für den Kreistag Bernkastel-Wittlich. Derzeit ist sie in diesem Gremium unter anderem Vorsitzende des Rechnungsprüfungsausschusses und stellvertretende Fraktionsvorsitzende der CDU-Kreistagsfraktion. Bei der Landtagswahl in Rheinland-Pfalz 2016 wurde sie zur Ersatzkandidatin von Alexander Licht im Wahlkreis 23 Bernkastel-Kues/Morbach/Kirchberg (Hunsrück) gewählt. Als Licht zum 1. September 2020 sein Mandat niederlegte, rückte sie in den Landtag von Rheinland-Pfalz nach. Zuvor war Wächter auf einer Delegiertenversammlung mit 98 % Zustimmung zur Direktbewerberin der CDU im Wahlkreis 23 für die Landtagswahl 2021 nominiert worden. Bei der Landtagswahl am 14. März 2021 gewann sie ihr Direktmandat mit über 32 % der Stimmen gegen die Abgeordnete Bettina Brück. Wächter ist Mitglied im für Haushalts- und Finanzausschuss und Petitionsausschuss sowie Vertreterin in der Rechnungsprüfungskommission. Stellvertretend ist sie Mitglied in den Ausschüssen für Gleichstellung Frauen und Landwirtschaft und Weinbau sowie der Strafvollzugskommission.

## Privat
Karina Wächter ist verheiratet und lebt mit ihrem Ehemann und ihrer Tochter in Bernkastel-Kues. Sie ist Mitglied in zahlreichen Vereinen und Institutionen in ihrer Heimat. Sie spielt seit Kindertagen Violine und ist Mannschaftsführerin der Damen-Verbandsligamannschaft des TC SW Ürzig. Ihr Vater Leo Wächter ist seit Anfang 2020 hauptamtlicher Bürgermeister der Verbandsgemeinde Bernkastel-Kues.